# Joel Spruck
Joel Spruck (1946) é um matemático norte-americano. Tem a cátedra de professor de matemática na Universidade Johns Hopkins, e a sua pesquisa diz respeito à análise geométrica e equações diferenciais parciais elípticas. Obteve seu doutorado na Universidade de Stanford sob a supervisão de Robert S. Finn em 1971.

## Prêmios
- Simons Fellowship (2012–2013)[4]
- Fellow da American Mathematical Society (inaugural 2013)[5]
- Guggenheim Fellowship (1999–2000)[6]

## Principais publicações
- Hoffman, David; Spruck, Joel. Sobolev and isoperimetric inequalities for Riemannian submanifolds. Comm. Pure Appl. Math. 27 (1974), 715–727.
- Gidas, B.; Spruck, J. A priori bounds for positive solutions of nonlinear elliptic equations. Comm. Partial Differential Equations 6 (1981), no. 8, 883–901.
- Gidas, B.; Spruck, J. Global and local behavior of positive solutions of nonlinear elliptic equations. Comm. Pure Appl. Math. 34 (1981), no. 4, 525–598.
- Caffarelli, L.; Nirenberg, L.; Spruck, J. The Dirichlet problem for nonlinear second-order elliptic equations. I. Monge-Ampère equation. Comm. Pure Appl. Math. 37 (1984), no. 3, 369–402.
- Caffarelli, L.; Kohn, J.J.; Nirenberg, L.; Spruck, J. The Dirichlet problem for nonlinear second-order elliptic equations. II. Complex Monge-Ampère, and uniformly elliptic, equations. Comm. Pure Appl. Math. 38 (1985), no. 2, 209–252.
- Caffarelli, L.; Nirenberg, L.; Spruck, J. The Dirichlet problem for nonlinear second-order elliptic equations. III. Functions of the eigenvalues of the Hessian. Acta Math. 155 (1985), no. 3–4, 261–301.
- Caffarelli, Luis A.; Gidas, Basilis; Spruck, Joel. Asymptotic symmetry and local behavior of semilinear elliptic equations with critical Sobolev growth. Comm. Pure Appl. Math. 42 (1989), no. 3, 271–297.
- Evans, L.C.; Spruck, J. Motion of level sets by mean curvature. I. J. Differential Geom. 33 (1991), no. 3, 635–681.
- Spruck, Joel; Yang, Yi Song. Topological solutions in the self-dual Chern-Simons theory: existence and approximation. Ann. Inst. H. Poincaré Anal. Non Linéaire 12 (1995), no. 1, 75–97.